# Ceratonereis versipedata
Ceratonereis versipedata är en ringmaskart som först beskrevs av Ehlers 1887.  Ceratonereis versipedata ingår i släktet Ceratonereis och familjen Nereididae.
Artens utbredningsområde är Mexikanska golfen. Inga underarter finns listade i Catalogue of Life.